# Nyai Cili
Nyai Cili († 1664) war eine Herrscherin (Sengaji) von Lohayong auf der Insel Solor im Malaiischen Archipel.

## Leben
Im 17. Jahrhundert kämpften Portugal und die Niederländische Ostindien-Kompanie (VOC) mit wechselndem Erfolg um die Vorherrschaft über Solor und die benachbarten Inseln. Fünf muslimische Fürstentümer bildeten den Bund Watan Lema auf den Inseln Solor und Adonara. Ab 1613 war Watan Lama mit der VOC verbündet. Lohayong, an der Nordküste von Solor, hatte die Führung des Bundes inne.
Nyai Cili stammte der Legende nach aus Keeda (möglicherweise das heutige Kedah in Malaysia oder Kedang auf Lembata). Sie war aus ihrer ursprünglichen Heimat vertrieben worden und kam mit einigen Gefolgsleuten nach Solor. Kaicili Pertawi (vor 1613–1645, auch bekannt als Sultan Sili Pertawi), der Fürst von Lohayong, empfing sie höflich und überließ Nyai Cili den oberen Teil seiner Residenz als Schlafgemach. Sie wollte das Angebot zunächst nicht annehmen, weil es dem Sultan vorbehalten sei, aber Pertawi beharrte darauf. Zum Essen wurde Nyai Cili der Kopf eines Ziegenbocks serviert und wieder wies Nyai Cili darauf hin, dass dies das Mahl für den Herrscher sei. Auch diesmal bestand Pertawi darauf, dass sie den Kopf essen solle. Daraufhin sagte Nyai Cili: „Wenn du es so willst, dann soll es so sein. Einmal der obere Platz, einmal der Kopf, dann immer der Kopf.“ Praktisch war ihr damit die Macht über Lohayong übertragen. Ein Mordkomplott gegen sie wurde von Pertawi vereitelt. Historische Dokumente benennen Nyai Cili klar als Ehefrau des Fürsten und nicht als einfachen Ehrengast. Ähnliche Legenden über die rituelle Teilung der Herrschaft zwischen angestammtem Herrscher und einem Neuankömmling sind auch aus anderen Reichen dieser Region bekannt, so dass hier eventuell nachträglich die Geschichte geändert wurde, um das Stilmittel des „fremden Königs“ einzuführen.
Als Kaicili Pertawi starb, übernahm seine Witwe Nyai Cili den Fürstenthron. Ihr und ihrer Blutlinie wurde die Macht übertragen. Erst wenn diese aussterben sollte, würde die alte Herrscherfamilie wieder die Herrschaft beanspruchen können. Laut der VOC erwies sie sich als eine kluge Politikerin, obwohl sie bereits alt und gebrechlich war. Ihr Herrschaftsgebiet, das von den Niederländern in dieser Zeit vernachlässigt wurde, verteidigte sie entschlossen. Gleichzeitig galt sie als gutherzig und darauf bedacht, unnötiges Blutvergießen zu vermeiden. Unruhe herrschte ständig im Osten von Solor, in der Nähe von Demon, dem von Portugal kontrollierten Gebiet. Nicht nur der Machtkampf zwischen den beiden Kolonialmächten führte zu Gewalt und zur Tendenz der Zersplitterung der Territorien, ähnlich wie auf den benachbarten Inseln Timor, Roti und Sawu.
1659 unternahm der niederländische Deserteur Jan van Adrichem mit Larantuqueiros und sieben Segelschiffen einen Überfall auf Solor. Er versenkte solorische Schiffe und setzte die Moschee von Lohayong in Brand. Nyai Cili war klar, dass eine Fortsetzung der Feindseligkeiten nicht in ihrem Interesse stand. Sie zwang die anderen Sengaji, mit ihr für Friedensverhandlungen nach Larantuka zu segeln, ohne dies mit der VOC in Kupang abzusprechen. Obwohl es zu einem blutigen Zwischenfall mit einem katholischen Priester kam, war der Besuch von Erfolg gekrönt.
Im März 1664 spürte Nyai Cili ihren nahen Tod. In einem Brief bat sie den niederländischen Generalgouverneur in Batavia um fünf Pik weißes Tuch für ihr Leichentuch und einen Elefantenstoßzahn, der ihr nach ihrem Tod als „Kissen“ dienen sollte, gemäß dem soloresischen Adat. Ihr Land vermachte sie der VOC. Generalgouverneur Joan Maetsuycker war nach Berichten sichtlich gerührt und schlug in einem begeisterten Brief vor, Dasi, den Sengaji des Walfangdorfes Lamakera in Ostsolor, zum neuen Führer des Bundes zu machen. Dasi besuchte zu dieser Zeit Batavia und hatte bei Maetsuycker einen sehr guten Eindruck hinterlassen. Zwei Monate nach dem Tod von Nyai Cili kam der niederländische Opperhoofd (deutsch Leiter) Hugo Cuylenburgh zum Fort Henricus auf Solor. Er musste feststellen, dass nicht Dasi, sondern Nyai Cili Muda (deutsch Nyai Cili, die Jüngere), die junge Enkelin der Herrscherin, zur neuen Fürstin ernannt worden war. Angeblich sei dies der letzte Wunsch von Nyai Cili gewesen. Erst nach einigen Nachforschungen erfuhr Cuylenburgh, dass Dasi zwar unter den Lamaholot geschätzt wurde, sein Status aber niedrig war. Wäre er inthronisiert worden, wäre es zu Rebellionen gekommen.